# 硝化球菌属
硝化球菌属为外硫红螺菌科的一个属。该属的模式种为运动硝化球菌（Nitrococcus mobilis）。

## 下属物种
- 运动硝化球菌 Nitrococcus mobilis Watson and Waterbury, 1971，活动硝化球菌